# Handball aux Jeux olympiques d'été de 1992
Navigation
Séoul 1988 Atlanta 1996
Les tournois masculin et féminin de handball aux Jeux olympiques d'été de 1992 organisés à Barcelone (Espagne), se sont déroulés du 27 juillet au 8 août 1992. Les matchs ont eu lieu sur deux sites : à Granollers au Palais des sports pour les matchs de poule et à Barcelone au Palau Sant Jordi les finales.
Le nombre de participants est identique aux Jeux olympiques de 1988 (12 équipes masculines et 8 équipes féminines), mais le déroulement a été changé. Chez les hommes sont introduites les demi-finales, permettant aux équipes classées deuxièmes d'avoir l'opportunité d'atteindre la finale, même si ce cas ne se présente finalement pas. Chez les femmes, le tournoi final est remplacé par une phase finale (demi-finales et finale).
Chez les hommes, l'Équipe unifiée conserve son titre acquis en 1988 sous l'égide de l'URSS en devançant la Suède et la France. Chez les femmes, le podium est le même que quatre ans plus tôt, la Corée du Sud remportant l'or devant la Norvège et l'Équipe unifiée.

## Podiums finaux

### Tournoi féminin
Les effectifs sur le podium du tournoi féminin sont :
| Médaille | Nation         | Médaillées |
| -------- | -------------- | --- |
|          | Corée du Sud   | Cha Jae-kyung, Hong Jeong-ho, Jang Ri-ra, Kim Hwa-sook, Lee Ho-youn, Lee Mi-young, Lim O-kyeong, Min Hye-sook, Moon Hyang-ja, Nam Eun-young, Oh Seong-ok, Park Jeong-lim, Park Kap-sook. Sélectionneur : Chung Hyung-kyun.                                                                           |
|          | Norvège        | Mona Dahle, Kristine Duvholt, Siri Eftedal, Hege Frøseth, Susann Goksør, Henriette Henriksen, Hanne Hogness, Karin Pettersen, Tonje Sagstuen, Annette Skotvoll, Ingrid Steen, Heidi Sundal, Cathrine Svendsen, Heidi Tjugum. Sélectionneur : Sven-Tore Jacobsen                                      |
|          | Équipe unifiée | Natalia Anissimova, Marina Bazanova, Svetlana Bogdanova, Galina Borzenkova, Natalia Deriouguina, Tatiana Djandjgava, Lioudmila Goudz, Tatiana Gorb, Elena Gousseva (en), Larissa Kisseliova (en), Natalia Morskova, Galina Onoprienko, Svetlana Priakhina. Sélectionneur : Alexandre Tarassikov (ru) |

### Tournoi masculin
Les effectifs sur le podium du tournoi masculin sont :
| Médaille | Nation                    | Médaillés |
| -------- | ------------------------- | --- |
|          | Équipe unifiée,           | Andreï Barbachinski, Sergueï Bebechko, Talant Douïchebaïev, Iouri Gavrilov, Valeri Gopine, Oleg Grebnev, Mikhaïl Iakimovitch, Oleg Kisselev, Vassili Koudinov, Andreï Lavrov, Igor Tchoumak. Igor Vassiliev. Sélectionneur : Spartak Mironovitch                                                            |
|          | Suède                     | Magnus Andersson, Robert Andersson, Anders Bäckegren, Per Carlén, Magnus Cato, Erik Hajas, Robert Hedin, Patrik Liljestrand, Ola Lindgren, Mats Olsson, Staffan Olsson, Axel Sjöblad, Tommy Souraniemi, Tomas Svensson, Pierre Thorsson, Magnus Wislander. Sélectionneur : Bengt Johansson                  |
|          | France (article détaillé) | Philippe Debureau, Philippe Gardent, Denis Lathoud, Pascal Mahé, Philippe Médard, Gaël Monthurel, Laurent Munier, Frédéric Perez, Thierry Perreux, Alain Portes, Éric Quintin, Jackson Richardson, Stéphane Stoecklin, Jean-Luc Thiébaut, Denis Tristant, Frédéric Volle. Sélectionneur : Daniel Costantini |

## Tournoi olympique femmes

### Qualifications
À l'issue du Championnat du monde 1990, les quatre premières équipes ont obtenu leur qualification pour ces Jeux olympiques. Mais entre-temps, ces quatre nations ont été grandement touchés par des changements politiques : l'URSS, championne du monde, est représentée par l'équipe unifiée tandis que la Yougoslavie, finaliste, ne peut participer du fait des sanctions internationales de l'ONU. Enfin, la RDA et la RFA, respectivement 3e et 4e, concourent désormais sous l'égide de l'Allemagne unifiée. Par conséquent, l'Autriche, 5e, et la Norvège, 6e, sont conviées au tournoi olympique. L'Espagne étant automatiquement qualifiée en tant que pays hôte, les trois places restantes sont attribuées aux champions continentaux : la Corée du Sud (Asie et champion olympique en titre), le Nigeria (Afrique) et les États-Unis (Amériques).

### Résumé du tournoi
Au tour préliminaire, l'Équipe unifiée et l'Allemagne dominent facilement les États-Unis et le Nigeria dans la poule A. Dans la poule B, les Sud-Coréennes ont battu à plates coutures 26 à 17 la Norvège, invitée de dernière minute à la suite de l'exclusion de la Yougoslavie, bannie par le CIO quelques jours avant la cérémonie d'ouverture. Mais les Autrichiennes renforcées par trois joueuses précédemment médaillées sous les maillots de la Yougoslavie (Jasna Kolar-Merdan et Slavica Đukić (en)) ou de l'URSS (Natalia Rusnachenko) parviennent à faire match nul (17-17) face aux Coréennes et comme  ces dernières ont remporté leur dernier match face aux Espagnoles, la seconde place qualificative se joue lors du match opposant la Norvège à l'Autriche. Dans un match tendu, et malgré les 7 buts de l'Autrichienne d'origine Roumaine Edit Matei (en), les Scandinaves s'imposent finalement 19 à 17.
Les deux demi-finales ont été des matchs très serrés : les Allemandes se sont inclinées de peu face aux Coréennes (26-25) tandis que les Norvégiennes ont battu les joueuses de l'Équipe unifiée grâce à un but de Siri Eftedal à trois secondes de la fin du match (24-23). À l'opposé, la finale a été à sens unique : après avoir brièvement mené en début de rencontre, les Norvégiennes ont été nettement dominées par les Sud-Coréennes (28-21), comme lors de leur premier match de poule. La Corée du Sud remporte ainsi son deuxième titre olympique consécutif et, les ex-soviétiques ayant battu les Allemandes (24-20), le podium est finalement identique à celui de 1988.

### Tour préliminaire

#### Groupe A
|   | Équipe         | Pts | J | G | N | P | Bp | Bc | Diff |
| - | -------------- | --- | - | - | - | - | -- | -- | ---- |
| 1 | Équipe unifiée | 6   | 3 | 3 | 0 | 0 | 77 | 58 | 19   |
| 2 | Allemagne      | 4   | 3 | 2 | 0 | 1 | 86 | 61 | 25   |
| 3 | États-Unis     | 2   | 3 | 1 | 0 | 2 | 57 | 76 | -19  |
| 4 | Nigeria        | 0   | 3 | 0 | 0 | 3 | 56 | 81 | -25  |

- Qualifié pour les demi-finales
- Éliminé

| Date            | Équipe 1       | Score   | Équipe 2       |
| --------------- | -------------- | ------- | -------------- |
| 30 juillet 1992 | Allemagne      | 32 - 17 | Nigeria        |
| 30 juillet 1992 | Équipe unifiée | 23 - 18 | États-Unis     |
| 1er août 1992   | Nigeria        | 18 - 26 | Équipe unifiée |
| 1er août 1992   | États-Unis     | 16 - 32 | Allemagne      |
| 3 août 1992     | États-Unis     | 23 - 21 | Nigeria        |
| 3 août 1992     | Équipe unifiée | 28 - 22 | Allemagne      |

#### Groupe B
|   | Équipe       | Pts | J | G | N | P | Bp | Bc | Diff |
| - | ------------ | --- | - | - | - | - | -- | -- | ---- |
| 1 | Corée du Sud | 5   | 3 | 2 | 1 | 0 | 82 | 61 | 21   |
| 2 | Norvège      | 4   | 3 | 2 | 0 | 1 | 55 | 60 | -5   |
| 3 | Autriche     | 3   | 3 | 1 | 1 | 1 | 64 | 62 | 2    |
| 4 | Espagne      | 0   | 3 | 0 | 0 | 3 | 50 | 68 | -18  |

- Qualifié pour les demi-finales
- Éliminé

| Date            | Équipe 1     | Score   | Équipe 2     |
| --------------- | ------------ | ------- | ------------ |
| 30 juillet 1992 | Autriche     | 20 - 16 | Espagne      |
| 30 juillet 1992 | Norvège      | 16 - 27 | Corée du Sud |
| 1er août 1992   | Espagne      | 16 - 20 | Norvège      |
| 1er août 1992   | Corée du Sud | 27 - 27 | Autriche     |
| 3 août 1992     | Norvège      | 19 - 17 | Autriche     |
| 3 août 1992     | Corée du Sud | 28 - 18 | Espagne      |

### Phase finale
|  | Demi-finales   | Demi-finales |                        |    | Finale      | Finale      |
|  | Demi-finales   | Demi-finales |                        |    | Finale      | Finale      |
|  |                |              |                        |    |             |             |
|  | 6 août 1992    | 6 août 1992  |                        |    | 8 août 1992 | 8 août 1992 |
|  | 6 août 1992    | 6 août 1992  |                        |    | 8 août 1992 | 8 août 1992 |
|  | Corée du Sud   | 26           |                        |    | 8 août 1992 | 8 août 1992 |
|  | Corée du Sud   | 26           |                        |    | 8 août 1992 | 8 août 1992 |
|  | Allemagne      | 25           |                        |    | 8 août 1992 | 8 août 1992 |
|  | Allemagne      | 25           | Corée du Sud           | 28 |             |             |
|  | 6 août 1992    |              | Corée du Sud           | 28 |             |             |
|  |                | Norvège      | 21                     |    |             |             |
|  | Équipe unifiée | Norvège      | 21                     | 23 |             |             |
|  | Équipe unifiée |              |                        | 23 |             |             |
|  | Norvège        | 24           |                        |    |             |             |
|  | Norvège        | 24           | Match pour la 3e place |    |             |             |
|  |                |              |                        |    |             |             |
|  | 8 août 1992    |              |                        |    |             |             |
|  |                |              |                        |    |             |             |
|  | Équipe unifiée | 24           |                        |    |             |             |
|  | Équipe unifiée | 24           |                        |    |             |             |
|  | Allemagne      | 20           |                        |    |             |             |
|  | Allemagne      | 20           |                        |    |             |             |

En finale, la Corée du Sud bat la Norvège 28-21 (16-8) :
- Corée du Sud (28) : Jang Ri-ra, Moon Hyang-ja – Lim O-kyeong (8), Lee Mi-young (5), Oh Seong-ok (5), Nam Eun-young (3), Min Hye-sook (3), Park Jeong-lim (3), Kim Hwa-sook (1), Hong Jeong-ho (0), Park Kap-sook (0), Lee Ho-youn (0).
- Norvège (21) : Hege Frøseth, Annette Skotvoll – Heidi Sundal (7), Susann Goksør, (4), Cathrine Svendsen (3), Kristine Duvholt (2), Karin Pettersen (1), Hanne Hogness (1), Henriette Henriksen (1), Siri Eftedal (1), Tonje Sagstuen (1), Ingrid Steen (0).

Dans le match pour la 3e place, l'équipe unifiée bat l'Allemagne 24-20 (10-9) :
- Équipe unifiée (24) : Svetlana Bogdanova, Tatiana Djandjgava – Natalia Morskova (6), Natalia Deriouguina (4), Elina Gousseva (4), Lioudmila Goudz (3), Svetlana Priakhina (3), Marina Bazanova (2), Galina Borzenkova (1), Tatiana Gorb (1), Larissa Kisseleva (0), Galina Onoprienko (0).
- Allemagne (20) : Andrea Stolletz, Sabine Adamik – Birgit Wagner (6), Elena Leonte (6), Silvia Schmitt (3), Sybille Gruner (2), Andrea Bölk (2), Bianca Urbanke (1), Gabriele Palme (0), Silke Fittinger (0), Anja Krüger (0), Michaela Erler (0).

### Matchs de classement
| Date        | Heure | Match            | Équipe 1 | Score          | Équipe 2   |
| ----------- | ----- | ---------------- | -------- | -------------- | ---------- |
| 7 août 1992 | 11h00 | Pour la 5e place | Autriche | 26 – 17 (11-6) | États-Unis |
| 7 août 1992 | 09h00 | Pour la 7e place | Espagne  | 26 – 17 (14-5) | Nigeria    |

### Statistiques et récompenses

#### Équipe-type

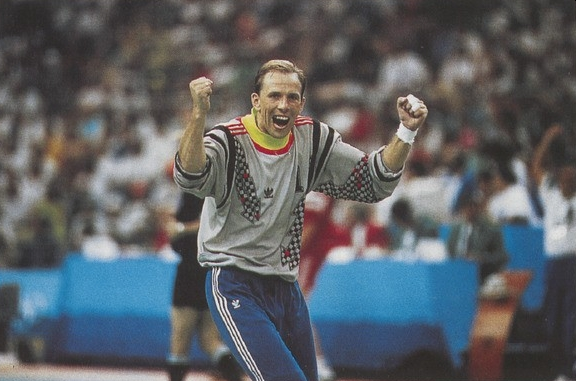
Le gardien de but Andreï Lavrov.

L'équipe-type des Jeux olympiques est :
- gardienne de but : Mariann Rácz,  Autriche ;
- ailière droite : Marina Bazanova,  Équipe unifiée ;
- arrière droite : Silvia Schmitt (de),  Allemagne ;
- demi-centre : Lim O-kyeong,  Corée du Sud ;
- arrière gauche : Natalia Morskova,  Équipe unifiée ;
- pivot : Heidi Sundal,  Norvège ;
- ailière gauche : Lee Mi-young,  Corée du Sud.

#### Meilleures buteuses
| Rang | Joueuse            | Équipe         | Buts | Tirs | %      | MJ | Moy. |
| ---- | ------------------ | -------------- | ---- | ---- | ------ | -- | ---- |
| 1    | Natalia Morskova   | Équipe unifiée | 41   | 61   | 67,2 % | 5  | 8,2  |
| 2    | Lim O-kyeong       | Corée du Sud   | 30   | 43   | 69,8 % | 5  | 6,0  |
| 3    | Jasna Merdan-Kolar | Autriche       | 23   | 40   | 57,5 % | 4  | 5,8  |
| 4    | Lee Mi-young       | Corée du Sud   | 23   | 36   | 63,9 % | 5  | 4,6  |
| 5    | Silvia Schmitt     | Allemagne      | 22   | 41   | 53,7 % | 5  | 4,4  |
| 6    | Heidi Sundal       | Norvège        | 21   | 32   | 65,6 % | 5  | 4,2  |
| 7    | Oh Seong-ok        | Corée du Sud   | 20   | 44   | 45,5 % | 5  | 4,0  |
| 8    | Auta Olivia Sana   | Nigeria        | 19   | 36   | 52,8 % | 3  | 6,3  |
| 9    | Marina Bazanova    | Équipe unifiée | 19   | 26   | 73,1 % | 5  | 3,8  |

#### Statistiques collectives
Les statistiques collectives sont :
| Rang                                | Nation         | MJ | BM  | BE  | 2min | PD | BP |
| ----------------------------------- | -------------- | -- | --- | --- | ---- | -- | -- |
| Médaille d'or, Jeux olympiques      | Corée du Sud   | 5  | 136 | 107 | 15   | 45 | 27 |
| Médaille d'argent, Jeux olympiques  | Norvège        | 5  | 100 | 111 | 30   | 45 | 27 |
| Médaille de bronze, Jeux olympiques | Équipe unifiée | 5  | 124 | 100 | 17   | 42 | 33 |
| 4                                   | Allemagne      | 5  | 131 | 111 | 12   | 36 | 36 |
| 5                                   | Autriche       | 4  | 90  | 79  | 15   | 20 | 21 |
| 6                                   | États-Unis     | 4  | 72  | 102 | 20   | 17 | 29 |
| 7                                   | Espagne        | 4  | 76  | 85  | 8    | 17 | 29 |
| 8                                   | Nigeria        | 4  | 73  | 107 | 7    | 12 | 30 |

## Tournoi olympique hommes

### Qualifications
La plupart des participants ont obtenu leur qualification à l'occasion du Championnat du monde 1990 : aux côtés du champion du monde Suédois et du finaliste Soviétique, la Roumanie, la Yougoslavie, l'Espagne, la Hongrie, la Tchécoslovaquie et l'Allemagne de l'Est ont obtenu leurs billets pour ces Jeux olympiques. L'Espagne étant déjà qualifiée en tant que pays hôte, sa place qualificative a été redistribuée à la France, classée 9e. Le tirage au sort des groupes, effectué le 28 juillet 1991, a alors conduit à la répartition suivante :
- Poule A : Suède, Tchécoslovaquie, Yougoslavie, représentant panaméricain, Hongrie, représentant asiatique
- Poule B : URSS, Allemagne de l'Est, Roumanie, Espagne, France, représentant africain.

Toutefois, les années 1990 et 1991 sont marquées par une multitude d'événements politiques avec la dislocation de l'Union soviétique, la réunification allemande, la fin de l'apartheid en Afrique du Sud ou encore la guerre qui fait rage en ex-Yougoslavie. Dans ce contexte mondial, le Comité international olympique souhaitant réunir le plus grand nombre de pays pour réaliser des jeux universels, l'équipe unifiée remplace l'URSS, l'Allemagne de l'Est concourt sous la bannière d'une Allemagne réunifiée tandis que la Yougoslavie, sous sanctions internationales de l'ONU, ne peut participer. Cette dernière est alors remplacée par l'Islande, 10e du Mondial 1990. Les trois dernières places qualificatives sont enfin attribuées aux trois champions continentaux : l'Égypte (vainqueur du Championnat d'Afrique), la Corée du Sud (vainqueur du Championnat d'Asie) et Cuba (vainqueur des Jeux panaméricains). Cependant, Cuba ayant déclaré forfait pour des raisons économiques, le Brésil (vice champion) fait alors ses débuts olympiques.

### Résumé du tournoi
Au tour préliminaire, dans la poule A, la Suède a confirmé son titre de champion du monde en dominant avec une relative facilité tous ses adversaires. L'autre performance remarquable est celle des Islandais, remplaçant au pied levé la Yougoslavie, qui ont réalisé un match nul 16-16 face aux Tchécoslovaques et ont obtenu une victoire étriquée mais méritée face aux vice-champions olympiques en titre Sud-Coréens (26-24) avant de s'incliner face aux Suédois lors du dernier match alors que les deux équipes étaient assurées de participer aux demi-finales. Dans la poule B, on retrouve un schéma quasiment identique : l'Équipe unifiée, héritière d'une URSS défaite en finale du championnat du monde, remporte tous ses matchs. Seule équipe à avoir réussi à leur tenir tête (23-22), la France est la surprise de cette poule, ayant notamment écarté les hôtes Espagnols 18 à 16 lors de leur premier match.
En demi-finale, l'Islande a failli créer la surprise face à l'Équipe unifiée, menant 16-15 à 15 minutes de la fin du match. Finalement, Talant Douïchebaïev, auteur de 9 buts, et ses coéquipiers appuient sur l'accélérateur et s'imposent 23 à 19. Dans l'autre match, la Suède, qui menait confortablement 20 à 14 face à la France, a vu son avance fondre lors du dernier quart d'heure au point de voir les Français revenir à un but (23-22). Mais, au prix d'un dernier effort, les Scandinaves s'imposent finalement 25 à 22. La finale est donc pour une revanche du Championnat du monde 1990. Après une première mi-temps serrée (9-9), les Suédois prennent un temps une avance de deux buts (14-12), vite comblée par l'Équipe unifiée qui remporte ce match 22 à 20 et de facto son troisième titre après 1976 et 1988, même si seul Andreï Lavrov était déjà champion olympique à Séoul. Dans le match pour la troisième place opposant les deux équipes surprises du tournoi, la France remporte la médaille de bronze aux dépens de l'Islande et donc son premier trophée : les « Bronzés » sont ainsi les précurseurs des Barjots qui deviendront champions du monde en 1995.

### Tour préliminaire

#### Groupe A
| \| \| Équipe \| Pts \| J \| G \| N \| P \| Bp \| Bc \| Diff \| \| - \| --------------- \| --- \| - \| - \| - \| - \| --- \| --- \| ---- \| \| 1 \| Suède \| 10 \| 5 \| 5 \| 0 \| 0 \| 120 \| 86 \| 34 \| \| 2 \| Islande \| 7 \| 5 \| 3 \| 1 \| 1 \| 101 \| 99 \| 2 \| \| 3 \| Corée du Sud \| 6 \| 5 \| 3 \| 0 \| 2 \| 114 \| 117 \| -3 \| \| 4 \| Hongrie \| 4 \| 5 \| 2 \| 0 \| 3 \| 102 \| 108 \| -6 \| \| 5 \| Tchécoslovaquie \| 3 \| 5 \| 1 \| 1 \| 3 \| 94 \| 92 \| 2 \| \| 6 \| Brésil \| 0 \| 5 \| 0 \| 0 \| 5 \| 96 \| 125 \| -29 \| | - Qualification pour les demi-finales - Éliminé |     |   |   |   |   |     |     |      |
| | Équipe                                          | Pts | J | G | N | P | Bp  | Bc  | Diff |
| 1 | Suède                                           | 10  | 5 | 5 | 0 | 0 | 120 | 86  | 34   |
| 2 | Islande                                         | 7   | 5 | 3 | 1 | 1 | 101 | 99  | 2    |
| 3 | Corée du Sud                                    | 6   | 5 | 3 | 0 | 2 | 114 | 117 | -3   |
| 4 | Hongrie                                         | 4   | 5 | 2 | 0 | 3 | 102 | 108 | -6   |
| 5 | Tchécoslovaquie                                 | 3   | 5 | 1 | 1 | 3 | 94  | 92  | 2    |
| 6 | Brésil                                          | 0   | 5 | 0 | 0 | 5 | 96  | 125 | -29  |

| Date            | Équipe 1        | Score   | Équipe 2        |
| --------------- | --------------- | ------- | --------------- |
| 27 juillet 1992 | Suède           | 20 - 14 | Tchécoslovaquie |
| 27 juillet 1992 | Islande         | 19 - 18 | Brésil          |
| 27 juillet 1992 | Hongrie         | 18 - 22 | Corée du Sud    |
| 29 juillet 1992 | Corée du Sud    | 18 - 28 | Suède           |
| 29 juillet 1992 | Brésil          | 21 - 27 | Hongrie         |
| 29 juillet 1992 | Tchécoslovaquie | 16 - 16 | Islande         |
| 31 juillet 1992 | Tchécoslovaquie | 19 - 20 | Corée du Sud    |
| 31 juillet 1992 | Islande         | 22 - 16 | Hongrie         |
| 31 juillet 1992 | Suède           | 22 - 15 | Brésil          |
| 2 août 1992     | Islande         | 26 - 24 | Corée du Sud    |
| 2 août 1992     | Hongrie         | 21 - 25 | Suède           |
| 2 août 1992     | Brésil          | 16 - 27 | Tchécoslovaquie |
| 4 août 1992     | Hongrie         | 20 - 18 | Tchécoslovaquie |
| 4 août 1992     | Corée du Sud    | 30 - 26 | Brésil          |
| 4 août 1992     | Suède           | 25 - 18 | Islande         |

#### Groupe B
| \| \| Équipe \| Pts \| J \| G \| N \| P \| Bp \| Bc \| Diff \| \| - \| -------------- \| --- \| - \| - \| - \| - \| --- \| --- \| ---- \| \| 1 \| Équipe unifiée \| 10 \| 5 \| 5 \| 0 \| 0 \| 121 \| 98 \| 23 \| \| 2 \| France \| 8 \| 5 \| 4 \| 0 \| 1 \| 111 \| 98 \| 13 \| \| 3 \| Espagne \| 6 \| 5 \| 3 \| 0 \| 2 \| 97 \| 98 \| -1 \| \| 4 \| Roumanie \| 3 \| 5 \| 1 \| 1 \| 3 \| 107 \| 115 \| -8 \| \| 5 \| Allemagne \| 3 \| 5 \| 1 \| 1 \| 3 \| 97 \| 103 \| -6 \| \| 6 \| Égypte \| 0 \| 5 \| 0 \| 0 \| 5 \| 92 \| 113 \| -21 \| | - Qualification pour les demi-finales - Éliminé |     |   |   |   |   |     |     |      |
| | Équipe                                          | Pts | J | G | N | P | Bp  | Bc  | Diff |
| 1 | Équipe unifiée                                  | 10  | 5 | 5 | 0 | 0 | 121 | 98  | 23   |
| 2 | France                                          | 8   | 5 | 4 | 0 | 1 | 111 | 98  | 13   |
| 3 | Espagne                                         | 6   | 5 | 3 | 0 | 2 | 97  | 98  | -1   |
| 4 | Roumanie                                        | 3   | 5 | 1 | 1 | 3 | 107 | 115 | -8   |
| 5 | Allemagne                                       | 3   | 5 | 1 | 1 | 3 | 97  | 103 | -6   |
| 6 | Égypte                                          | 0   | 5 | 0 | 0 | 5 | 92  | 113 | -21  |

| Date            | Équipe 1       | Score   | Équipe 2       |
| --------------- | -------------- | ------- | -------------- |
| 27 juillet 1992 | Roumanie       | 22 - 21 | Égypte         |
| 27 juillet 1992 | Équipe unifiée | 25 - 15 | Allemagne      |
| 27 juillet 1992 | Espagne        | 16 - 18 | France         |
| 29 juillet 1992 | France         | 22 - 23 | Équipe unifiée |
| 29 juillet 1992 | Allemagne      | 20 - 20 | Roumanie       |
| 29 juillet 1992 | Égypte         | 18 - 23 | Espagne        |
| 31 juillet 1992 | Équipe unifiée | 22 - 18 | Égypte         |
| 31 juillet 1992 | Allemagne      | 20 - 23 | France         |
| 31 juillet 1992 | Roumanie       | 20 - 21 | Espagne        |
| 2 août 1992     | Roumanie       | 20 - 26 | France         |
| 2 août 1992     | Égypte         | 16 - 24 | Allemagne      |
| 2 août 1992     | Espagne        | 18 - 24 | Équipe unifiée |
| 4 août 1992     | France         | 22 - 19 | Égypte         |
| 4 août 1992     | Équipe unifiée | 27 - 25 | Roumanie       |
| 4 août 1992     | Espagne        | 19 - 18 | Allemagne      |

### Phase finale
|  | Demi-finales   | Demi-finales |                        |    | Finale      | Finale      |
|  | Demi-finales   | Demi-finales |                        |    | Finale      | Finale      |
|  |                |              |                        |    |             |             |
|  | 6 août 1992    | 6 août 1992  |                        |    | 8 août 1992 | 8 août 1992 |
|  | 6 août 1992    | 6 août 1992  |                        |    | 8 août 1992 | 8 août 1992 |
|  | Équipe unifiée | 23           |                        |    | 8 août 1992 | 8 août 1992 |
|  | Équipe unifiée | 23           |                        |    | 8 août 1992 | 8 août 1992 |
|  | Islande        | 19           |                        |    | 8 août 1992 | 8 août 1992 |
|  | Islande        | 19           | Équipe unifiée         | 22 |             |             |
|  | 6 août 1992    |              | Équipe unifiée         | 22 |             |             |
|  |                | Suède        | 20                     |    |             |             |
|  | France         | Suède        | 20                     | 22 |             |             |
|  | France         |              |                        | 22 |             |             |
|  | Suède          | 25           |                        |    |             |             |
|  | Suède          | 25           | Match pour la 3e place |    |             |             |
|  |                |              |                        |    |             |             |
|  | 8 août 1992    |              |                        |    |             |             |
|  |                |              |                        |    |             |             |
|  | France         | 24           |                        |    |             |             |
|  | France         | 24           |                        |    |             |             |
|  | Islande        | 20           |                        |    |             |             |
|  | Islande        | 20           |                        |    |             |             |

#### Demi-finales
| 6 août 1992 19h00 | Suède             | 25 - 20            | France          | Palau Sant Jordi, Barcelone, Espagne Affluence : 4 500 Arbitrage : Marek Szajna Jacek Wróblewsk |
| 6 août 1992 19h00 | Pierre Thorsson 6 | (11-10)            | Denis Lathoud 6 | Palau Sant Jordi, Barcelone, Espagne Affluence : 4 500 Arbitrage : Marek Szajna Jacek Wróblewsk |
| 6 août 1992 19h00 | ×2 ×6             | Officiel LA84 FFHB | ×3 ×6 ×1        | Palau Sant Jordi, Barcelone, Espagne Affluence : 4 500 Arbitrage : Marek Szajna Jacek Wróblewsk |

| Suède                        |    |                    |         |                           |
|                              |    | Gardiens :         |         |                           |
| GB                           | 1  | Mats Olsson        |         |                           |
| GB                           | 16 | Tomas Svensson     | 1re-60e | 1re-60e                   |
|                              |    | Joueurs de champ : |         |                           |
| DC                           | 3  | Magnus Wislander   | 4/5     | Suspension                |
| AR                           | 5  | Ola Lindgren       | 2/7     | Suspension                |
| P                            | 6  | Per Carlén         | 5/5     | Carton jaune · Suspension |
| AL                           | 7  | Erik Hajas         | 5/7     |                           |
| AL                           | 8  | Magnus Cato        | 0/0     | Suspension                |
| P                            | 9  | Axel Sjöblad       | 0/0     |                           |
| AR                           | 10 | Robert Andersson   | 0/0     |                           |
| AL                           | 11 | Pierre Thorsson    | 6/7     | Suspension                |
| ARD                          | 13 | Staffan Olsson     | 2/6     | Carton jaune              |
| DC                           | 14 | Magnus Andersson   | 1/4     | Suspension                |
| Entraîneur : Bengt Johansson |    |                    |         |                           |

| Suède   | Statistiques   | France  |
| ------- | -------------- | ------- |
| 25/41   | Buts marqués   | 22/49   |
| 60,98 % | % réussite     | 44,90 % |
| 2/4     | Jets de 7m     | 4/4     |
| 2       | Cartons jaunes | 3       |
| 12 min  | Suspensions    | 12 min  |
| 0       | Cartons rouges | 1       |

| France                         |    |                    |                    |                                                                    |
|                                |    | Gardiens :         |                    |                                                                    |
| GB                             | 1  | Philippe Médard    | 1re à 15e          |                                                                    |
| GB                             | 12 | Jean-Luc Thiébaut  | 15e à 60e          |                                                                    |
|                                |    | Joueurs de champ : |                    |                                                                    |
| DEF                            | 3  | Pascal Mahé        | 2/2 (dont 2 pen.)  | Carton jaune · Suspension · Suspension · Suspension · Carton rouge |
| ARD                            | 4  | Philippe Debureau  | 1/5                |                                                                    |
| ARG                            | 5  | Frédéric Volle     | 5/10 (dont 1 pen.) | Suspension                                                         |
| ARG                            | 6  | Denis Lathoud      | 6/15 (dont 1 pen.) |                                                                    |
| ALG                            | 10 | Alain Portes       | 1/2                |                                                                    |
| ALD                            | 11 | Éric Quintin       | 0/1                |                                                                    |
| P                              | 13 | Philippe Gardent   | 4/6                |                                                                    |
| ALG                            | 14 | Thierry Perreux    | 2/2                |                                                                    |
| ARD                            | 15 | Laurent Munier     | 1/6                | Carton jaune · Suspension · Suspension                             |
| DC                             | 17 | Jackson Richardson | 0/0                | Carton jaune                                                       |
| Entraîneur : Daniel Costantini |    |                    |                    |                                                                    |

| 6 août 1992 21h00 | Islande             | 19 - 23                | Équipe unifiée        | Palau Sant Jordi, Barcelone, Espagne Arbitrage : Hans Thomas, Jürgen Thomas |
| 6 août 1992 21h00 | Valdimar Grímsson 6 | (9-11)                 | Talant Douïchebaïev 9 | Palau Sant Jordi, Barcelone, Espagne Arbitrage : Hans Thomas, Jürgen Thomas |
| 6 août 1992 21h00 | ×7                  | FFHB LA84 Morgunblaðið | ×5                    | Palau Sant Jordi, Barcelone, Espagne Arbitrage : Hans Thomas, Jürgen Thomas |

| Islande                              |    |                          |                   |
|                                      |    | Gardiens :               |                   |
| GB                                   | 12 | Guðmundur Hrafnkelsson   | 3 arrêts          |
| GB                                   | 16 | Bergsveinn Bergsveinsson | 6 arrêts          |
|                                      |    | Joueurs de champ :       |                   |
| DC                                   | 2  | Birgir Sigurðsson        | 0/0               |
| AL                                   | 3  | Jakob Sigurðsson         | 1/2               |
| ALD                                  | 5  | Valdimar Grímsson        | 6/8 (dont 2 pen.) |
| DC                                   | 6  | Gunnar Gunnarsson        | 0/1               |
| ARG                                  | 7  | Sigurður Bjarnason (en)  | 0/0               |
| ALG                                  | 9  | Konráð Olavsson          | 0/1               |
| AR                                   | 10 | Héðinn Gilsson           | 2/9               |
| P                                    | 11 | Geir Sveinsson           | 5/5               |
| AR                                   | 14 | Einar Sigurðsson         | 0/3               |
| AR                                   | 15 | Júlíus Jónasson          | 4/7               |
| Entraîneur : Þorbergur Aðalsteinsson |    |                          |                   |

| Islande | Statistiques   | Équipe unifiée |
| ------- | -------------- | -------------- |
| 19/38   | Buts marqués   | 23/35          |
| 50,00 % | % réussite     | 65,71 %        |
| 2/2     | Jets de 7m     | 2/2            |
| ?       | Cartons jaunes | ?              |
| 14 min  | Suspensions    | 10 min         |
| 0       | Cartons rouges | 0              |

| Équipe unifiée                   |    |                     |                    |
|                                  |    | Gardiens :          |                    |
| GB                               | 1  | Andreï Lavrov       | 10 arrêts          |
| GB                               | 16 | Igor Tchoumak       |                    |
|                                  |    | Joueurs de champ :  |                    |
| AR                               | 2  | Igor Vassiliev      | 0/1                |
| AL                               | 3  | Iouri Gavrilov      | 1/2                |
| DC                               | 4  | Andreï Barbachinski | 1/4                |
| DC                               | 7  | Sergueï Bebechko    | 1/1                |
| ALG                              | 8  | Valeri Gopine       | 3/4                |
| ARG                              | 9  | Vassili Koudinov    | 0/0                |
| DC                               | 10 | Talant Douïchebaïev | 9/13 (dont 2 pen.) |
| ARD                              | 13 | Mikhaïl Iakimovitch | 7/9                |
| P                                | 14 | Oleg Grebnev        | 0/0                |
| AR                               | 15 | Oleg Kisselev       | 1/1                |
| Entraîneur : Spartak Mironovitch |    |                     |                    |

#### Match pour la troisième place
| 8 août 1992 15h00 | Islande             | 20 - 24                | France           | Palau Sant Jordi, Barcelone, Espagne Arbitrage : Grigorij Guterman Iouri Taranoukhine |
| 8 août 1992 15h00 | Valdimar Grímsson 5 | (9 - 12)               | Laurent Munier 6 | Palau Sant Jordi, Barcelone, Espagne Arbitrage : Grigorij Guterman Iouri Taranoukhine |
| 8 août 1992 15h00 | ×7                  | FFHB LA84 Morgunblaðið | ×4               | Palau Sant Jordi, Barcelone, Espagne Arbitrage : Grigorij Guterman Iouri Taranoukhine |

| Islande                              |    |                          |                        |
|                                      |    | Gardiens :               |                        |
| GB                                   | 12 | Guðmundur Hrafnkelsson   | 9 arrêts               |
| GB                                   | 16 | Bergsveinn Bergsveinsson | 4 arrêts (dont 2 pen.) |
|                                      |    | Joueurs de champ :       |                        |
| DC                                   | 2  | Birgir Sigurðsson        | 1/1                    |
| AL                                   | 3  | Jakob Sigurðsson         | 1/1                    |
| ALD                                  | 5  | Valdimar Grímsson        | 5/11 (dont 3 pen.)     |
| DC                                   | 6  | Gunnar Gunnarsson        | 4/7                    |
| ARG                                  | 8  | Patrekur Jóhannesson     | 0/1                    |
| ALG                                  | 9  | Konráð Olavsson          | 3/4 (dont 1 pen.)      |
| AR                                   | 10 | Héðinn Gilsson           | 3/8                    |
| P                                    | 11 | Geir Sveinsson           | 0/0                    |
| AR                                   | 14 | Einar Sigurðsson         | 0/2                    |
| AR                                   | 15 | Júlíus Jónasson          | 3/7                    |
| Entraîneur : Þorbergur Aðalsteinsson |    |                          |                        |

| Islande | Statistiques   | France  |
| ------- | -------------- | ------- |
| 20/42   | Buts marqués   | 24/44   |
| 47,62 % | % réussite     | 54,55 % |
| 4/6     | Jets de 7m     | 2/4     |
| ?       | Cartons jaunes | ?       |
| 14 min  | Suspensions    | 8 min   |
| ?       | Cartons rouges | ?       |

| France                         |    |                    |          |
|                                |    | Gardiens :         |          |
| GB                             | 12 | Jean-Luc Thiébaut  | 8 arrêts |
| GB                             | 16 | Frédéric Perez     | -        |
|                                |    | Joueurs de champ : |          |
| DEF                            | 3  | Pascal Mahé        | 2/4      |
| ARG                            | 5  | Frédéric Volle     | 4/8      |
| ARG                            | 6  | Denis Lathoud      | 1/4      |
| P                              | 9  | Gaël Monthurel     | 1/2      |
| ALD                            | 11 | Éric Quintin       | 4/5      |
| P                              | 13 | Philippe Gardent   | 3/5      |
| ALG                            | 14 | Thierry Perreux    | 1/3      |
| ARD                            | 15 | Laurent Munier     | 6/9      |
| DC                             | 17 | Jackson Richardson | 1/3      |
| ARD                            | 18 | Stéphane Stoecklin | 1/1      |
| Entraîneur : Daniel Costantini |    |                    |          |

#### Finale
| 8 août 1992 17h00 | Suède        | 20 - 22            | Équipe unifiée   | Palau Sant Jordi, Barcelone, Espagne Affluence : 12 000 Arbitrage : Ramón Gallego Santos Victor Pedro Lamas Pérez |
| 8 août 1992 17h00 | Erik Hajas 7 | (9-9)              | Iouri Gavrilov 5 | Palau Sant Jordi, Barcelone, Espagne Affluence : 12 000 Arbitrage : Ramón Gallego Santos Victor Pedro Lamas Pérez |
| 8 août 1992 17h00 | ×3           | Officiel LA84 FFHB | ×3 ×4            | Palau Sant Jordi, Barcelone, Espagne Affluence : 12 000 Arbitrage : Ramón Gallego Santos Victor Pedro Lamas Pérez |

| Suède                        |    |                    |      |                         |
|                              |    | Gardiens :         |      |                         |
| GB                           | 1  | Mats Olsson        |      |                         |
| GB                           | 16 | Tomas Svensson     |      |                         |
|                              |    | Joueurs de champ : |      |                         |
| DC                           | 3  | Magnus Wislander   | 2/4  | Carton jaune            |
| AR                           | 5  | Ola Lindgren       | 3/6  | Suspension · Suspension |
| P                            | 6  | Per Carlén         | 3/4  | Carton jaune            |
| AL                           | 7  | Erik Hajas         | 7/11 | Suspension              |
| AL                           | 8  | Magnus Cato        | 0/0  |                         |
| P                            | 9  | Axel Sjöblad       | 0/0  |                         |
| AR                           | 10 | Robert Andersson   | 1/3  |                         |
| AL                           | 11 | Pierre Thorsson    | 3/6  |                         |
| ARD                          | 13 | Staffan Olsson     | 0/2  | Carton jaune            |
| DC                           | 14 | Magnus Andersson   | 1/4  |                         |
| Entraîneur : Bengt Johansson |    |                    |      |                         |

| Suède | Statistiques   | Équipe unifiée |
| ----- | -------------- | -------------- |
| 20/40 | Buts marqués   | 22/44          |
| 50 %  | % réussite     | 50 %           |
| 0/0   | Jets de 7m     | 0/3            |
| 3     | Cartons jaunes | 3              |
| 6 min | Suspensions    | 8 min          |
| 0     | Cartons rouges | 0              |

| Équipe unifiée                   |    |                     |      |                                        |
|                                  |    | Gardiens :          |      |                                        |
| GB                               | 1  | Andreï Lavrov       |      | Carton jaune                           |
| GB                               | 16 | Igor Tchoumak       |      |                                        |
|                                  |    | Joueurs de champ :  |      |                                        |
| AR                               | 2  | Igor Vassiliev      | 0/1  |                                        |
| AL                               | 3  | Iouri Gavrilov      | 5/7  | Carton jaune · Suspension · Suspension |
| DC                               | 4  | Andreï Barbachinski | 4/5  |                                        |
| DC                               | 7  | Sergueï Bebechko    | 0/1  |                                        |
| ALG                              | 8  | Valeri Gopine       | 1/2  |                                        |
| ARG                              | 9  | Vassili Koudinov    | 3/6  |                                        |
| DC                               | 10 | Talant Douïchebaïev | 4/14 |                                        |
| ARD                              | 13 | Mikhaïl Iakimovitch | 4/7  | Carton jaune                           |
| P                                | 14 | Oleg Grebnev        | 0/0  | Suspension                             |
| AR                               | 15 | Oleg Kisselev       | 1/1  | Suspension                             |
| Entraîneur : Spartak Mironovitch |    |                     |      |                                        |

#### Matchs de classement
| Date        | Heure | Match             | Équipe 1        | Score           | Équipe 2  |
| ----------- | ----- | ----------------- | --------------- | --------------- | --------- |
| 7 août 1992 | 11h00 | Pour la 5e place  | Corée du Sud    | 21 – 36 (10-18) | Espagne   |
| 7 août 1992 | 09h00 | Pour la 7e place  | Roumanie        | 19 – 23 (13-9)  | Hongrie   |
| 7 août 1992 | 16h00 | Pour la 9e place  | Tchécoslovaquie | 20 – 19 (11-8)  | Allemagne |
| 7 août 1992 | 14h00 | Pour la 11e place | Égypte          | 27 – 24tab      | Brésil    |

Remarque : dans le match pour la 11e place, l'Égypte a eu besoin de passer par une séance de tirs au but pour s'imposer face au Brésil (10-8, 19-19, 22-22, 24-24, 27-24).

### Équipe-type
L'équipe-type des Jeux olympiques est, :
- Gardien de but : Andreï Lavrov,  Équipe unifiée ;
- Ailier gauche : Valeri Gopine,  Équipe unifiée ;
- Arrière gauche : Denis Lathoud,  France ;
- Demi-centre : Talant Douïchebaïev,  Équipe unifiée ;
- Pivot : Per Carlén,  Suède ;
- Arrière droit : Cho Chi-hyo (en),  Corée du Sud ;
- Ailier droit : Pierre Thorsson,  Suède.

### Meilleurs buteurs
Les meilleurs buteurs sont, :
| Rang | Joueur                | Équipe         | Buts | Tirs | %       | MJ | Moy. |
| ---- | --------------------- | -------------- | ---- | ---- | ------- | -- | ---- |
| 1    | Talant Douïchebaïev   | Équipe unifiée | 47   | 79   | 59,49 % | 7  | 6,7  |
| 2    | Cho Chi-hyo (en)      | Corée du Sud   | 45   | 77   | 58,44 % | 6  | 7,5  |
| 3    | Valdimar Grímsson     | Islande        | 35   | 68   | 51,47   | 7  | 5,0  |
| 4    | Erik Hajas            | Suède          | 30   | 43   | 69,77 % | 6  | 5,0  |
| 4    | Alberto Urdiales (es) | Espagne        | 30   | 44   | 68,18 % | 4  | 7,5  |
| 4    | Robert Licu (en)      | Roumanie       | 30   | 60   | 50,00 % | 6  | 5,0  |
| 7    | Mikhaïl Iakimovitch   | Équipe unifiée | 29   | 56   | 51,79 % | 7  | 4,1  |
| 8    | Valeri Gopine         | Équipe unifiée | 27   | 34   | 79,41 % | 7  | 3,9  |
| 8    | Cristian Zaharia      | Roumanie       | 27   | 57   | 47,37 % | 6  | 4,5  |
| 10   | Laurent Munier        | France         | 26   | 52   | 50,00 % | 7  | 3,7  |

## Arbitres
La Fédération internationale de handball (IHF) a sélectionné 12 binômes d'arbitres pour les deux tournois :
- Klaus Dieter Convents et Roger Xhonneux (de)
- Svein Olav Øie et Bjørn Hogsnes
- Ole Christensen (2) et Per Godsk Jørgensen (2)
- Marek Szajną et Jacek Wróblewski
- Ramón Gallego Santos et Victor Pedro Lamas Pérez
- Stefan Jug (2) et Herbert Jeglić (2)
- Jean Lelong (3) et Gérard Tancrez (3)
- Fritz Rudin et Roger Schill
- Hans Thomas et Jürgen Thomas
- Bo Johansson et Bernt Kjellqvist
- / Grigory Gouterman (2) et Iouri Taranoukhine
- F. Shimada et N. Goto

Les Français Jean Lelong et Gérard Tancrez participent à leurs troisièmes Jeux olympiques tandis que cinq autres arbitres ont précédemment officié à Séoul en 1988.